# Grand Prix automobile de Monaco 1972
Le Grand Prix automobile de Monaco 1972, disputé sur le circuit de Monaco le 14 mai 1972, est la 212e épreuve du championnat du monde de Formule 1 courue depuis 1950 et la quatrième manche du championnat 1972.

## Classement
| Pos  | N° | Pilote               | Écurie         | Tours | Temps/Abandon     | Grille | Points |
| ---- | -- | -------------------- | -------------- | ----- | ----------------- | ------ | ------ |
| 1    | 17 | Jean-Pierre Beltoise | BRM            | 80    | 2 h 26 min 54 s 7 | 4      | 9      |
| 2    | 6  | Jacky Ickx           | Ferrari        | 80    | + 38 s 2          | 2      | 6      |
| 3    | 8  | Emerson Fittipaldi   | Lotus-Ford     | 79    | + 1 tour          | 1      | 4      |
| 4    | 1  | Jackie Stewart       | Tyrrell-Ford   | 78    | + 2 tours         | 8      | 3      |
| 5    | 15 | Brian Redman         | McLaren-Ford   | 77    | + 3 tours         | 10     | 2      |
| 6    | 16 | Chris Amon           | Matra          | 77    | + 3 tours         | 6      | 1      |
| 7    | 12 | Andrea de Adamich    | Surtees-Ford   | 77    | + 3 tours         | 18     |        |
| 8    | 26 | Helmut Marko         | BRM            | 77    | + 3 tours         | 17     |        |
| 9    | 21 | Wilson Fittipaldi    | Brabham-Ford   | 77    | + 3 tours         | 21     |        |
| 10   | 27 | Rolf Stommelen       | Eifelland-Ford | 77    | + 3 tours         | 25     |        |
| 11   | 3  | Ronnie Peterson      | March-Ford     | 76    | + 4 tours         | 15     |        |
| 12   | 20 | Graham Hill          | Brabham-Ford   | 76    | + 4 tours         | 20     |        |
| 13   | 5  | Mike Beuttler        | March-Ford     | 76    | + 4 tours         | 23     |        |
| 14   | 9  | David Walker         | Lotus-Ford     | 75    | + 5 tours         | 14     |        |
| 15   | 14 | Denny Hulme          | McLaren-Ford   | 74    | + 6 tours         | 7      |        |
| 16   | 4  | Niki Lauda           | March-Ford     | 74    | + 6 tours         | 22     |        |
| 17   | 23 | Carlos Pace          | March-Ford     | 72    | + 8 tours         | 24     |        |
| Nc.  | 2  | François Cevert      | Tyrrell-Ford   | 70    | Non Classé        | 12     |        |
| Abd. | 22 | Henri Pescarolo      | March-Ford     | 58    | Accident          | 9      |        |
| Abd. | 7  | Clay Regazzoni       | Ferrari        | 51    | Accident          | 3      |        |
| Abd. | 11 | Mike Hailwood        | Surtees-Ford   | 48    | Accident          | 11     |        |
| Abd. | 19 | Howden Ganley        | BRM            | 47    | Accident          | 20     |        |
| Abd. | 10 | Tim Schenken         | Surtees-Ford   | 31    | Accident          | 13     |        |
| Abd. | 18 | Peter Gethin         | BRM            | 27    | Accident          | 5      |        |
| Abd. | 28 | Reine Wisell         | BRM            | 16    | Moteur            | 16     |        |

Légende :
- Abd.=Abandon

## Pole position et record du tour
- Pole position : Emerson Fittipaldi en 1 min 21 s 4 (vitesse moyenne : 139,091 km/h).
- Tour le plus rapide : Jean-Pierre Beltoise en 1 min 40 s 0 au 9e tour (vitesse moyenne : 113,220 km/h).

## Tours en tête
- Jean-Pierre Beltoise : 80 (1-80)

## À noter
- 1re et unique victoire pour Jean-Pierre Beltoise.
- 17e victoire pour BRM en tant que constructeur.
- 18e victoire pour BRM en tant que motoriste.